# Tiranet orellut d'Oustalet
El tiranet orellut d'Oustalet (Phylloscartes oustaleti) és un ocell de la família dels tirànids (Tyrannidae).

## Hàbitat i distribució
Habita els boscos del sud-est del Brasil des d'Espiritu Santo fins Santa Catarina.